# Юхта (Качугский район)
Юхта (эвенк. Юктэ) — упразднённая деревня в Качугском районе Иркутской области России. На январь 2017 года на территории Бутаковского муниципального образования бывшей деревни расположена база охотников.

## Топонимика
Название Юхта происходит от эвенкийского юктэ — источник, ручей, родник.

## География
Населённый пункт располагался примерно в 9,5 км северо-восточнее озера Очаул на безымянном ключе посреди равнинной местности, покрытой болотами, кустарником и лесом, с множеством небольших озёр.

## История
Населённый пункт основан в 1914 году как выселок Юхтинский на безымянном ключе.

## Население
Согласно переписи населения СССР (1926) в населённом пункте насчитывалось 12 хозяйств, 72 жителя (36 мужчин и 36 женщин).
Точная дата упразднения неизвестна.
На 1985 год населённый пункт Юхта отмечен как нежилой.

## Транспорт
Через деревню проходил автозимник.